# Drew Sanders
Drew Sanders (Denton, Texas; 31 de diciembre de 2001) es un jugador profesional estadounidense de fútbol americano, se desempeña en la posición de linebacker en Denver Broncos, en la National Football League (NFL).

## Carrera
Fue seleccionado en la tercera ronda en la Reunión Anual de Selección de Jugadores de la NFL de 2023. Hizo su debut profesional con el equipo Denver Broncos, donde lleva jugando una temporada.